# HAM-6cm

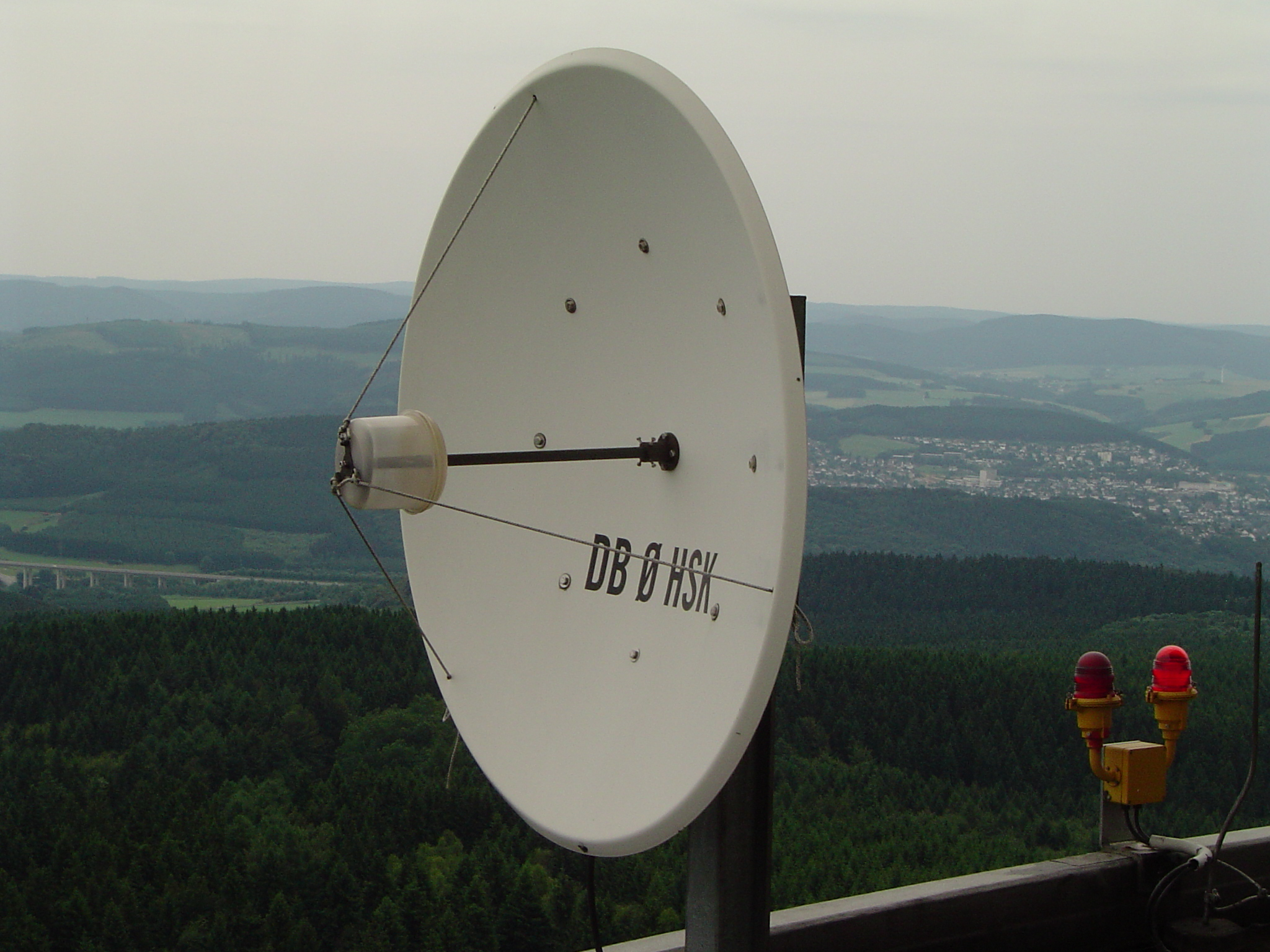
Antenna a 6 cm-es amatőrsávra

A 6 cm-es amatőrsáv a centiméteres hullámú tartományban lévő rádióhullám, rádióamatőrök számára kijelölt sáv. A kijelölt frekvenciatartomány: 5650 – 5850 MHz.

## Terjedési sajátosságai
A 6 cm-es amatőrsáv a centiméteres hullámú rádiófrekvenciás tartományban van, ezért leginkább a centiméteres  hullámokra jellemző terjedési tulajdonságai vannak.
Ezen a sávon a hullámok terjedését a vízpára befolyásolja, mivel a vízpára visszaverő hatást gyakorol erre a frekvenciatartományra.
- direkt terjedés
- visszaverődés esőfelhőkről

## A 6 cm-es amatőrsávra vonatkozó nemzetközisávterv[3]
| ITU 1 | ITU 2 | ITU 3                                                                                                 |
| --- | --- | --- |
| 5650–5725 MHz 1. MOZGÓ, a légi mozgó kivételével 5.446A 5.450A 2. RÁDIÓLOKÁCIÓ 3. Amatőr 4. Űrkutatás (távoli űr) 5.282 5.451 5.453 5.454 5.455 | | |
| 5725–5830 MHz 1. MŰHOLDAS ÁLLANDÓHELYŰ (Föld–űr irány) 2. RÁDIÓLOKÁCIÓ 3. Amatőr 5.150 5.451 5.453 5.455                                        | 5725–5830 MHz 1. RÁDIÓLOKÁCIÓ 2. Amatőr 5.150 5.453 5.455                                                       | 5725–5830 MHz 1. RÁDIÓLOKÁCIÓ 2. Amatőr 5.150 5.453 5.455                                             |
| 5830–5850 MHz 1. MŰHOLDAS ÁLLANDÓHELYŰ (Föld–űr irány) 2. RÁDIÓLOKÁCIÓ 3. Amatőr 4. Műholdas amatőr (űr–Föld irány) 5.150 5.451 5.453 5.455     | 5830–5850 MHz 1. RÁDIÓLOKÁCIÓ 2. Amatőr 3. Műholdas amatőr (űr–Föld irány) 5.150 5.453 5.455                    | 5830–5850 MHz 1. RÁDIÓLOKÁCIÓ 2. Amatőr 3. Műholdas amatőr (űr–Föld irány) 5.150 5.453 5.455          |
| 5850–5925 MHz 1. ÁLLANDÓHELYŰ 2. MŰHOLDAS ÁLLANDÓHELYŰ (Föld–űr irány) 3. MOZGÓ 5.150                                                           | 5850–5925 MHz 1. ÁLLANDÓHELYŰ 2. MŰHOLDAS ÁLLANDÓHELYŰ (Föld–űr irány) 3. MOZGÓ 4. Amatőr 5. Rádiólokáció 5.150 | 5850–5925 MHz 1. ÁLLANDÓHELYŰ 2. MŰHOLDAS ÁLLANDÓHELYŰ (Föld–űr irány) 3. MOZGÓ 4. Rádiólokáció 5.150 |

- 5.150 - 5725−5875 MHz (sávközépi frekvencia 5800 MHz) ipari, tudományos és orvosi (ISM) alkalmazások céljaira is igénybe vehetők. Az e sávokban üzemelő rádiótávközlési szolgálatok kötelesek eltűrni az ilyen alkalmazások által esetleg okozott káros zavarást. Ezekben a sávokban az ISM berendezések a 15.13 Bekezdés rendelkezéseiben rögzített feltételek mellett üzemelhetnek.
- 5.282 - A 435−438 MHz, 1260−1270 MHz, 2400−2450 MHz, 3400−3410 MHz (csak a 2. és a 3. Körzetben) és az 5650−5670 MHz sávban a műholdas amatőrszolgálat azzal a feltétellel üzemelhet, hogy nem okoz káros zavarást a Táblázat szerint üzemelő más szolgálatoknak (lásd az 5.43 Bekezdést). Azoknak az igazgatásoknak, amelyek e használatot engedélyezik, biztosítaniuk kell, hogy a műholdas amatőrszolgálat állomásainak adásai által okozott bármilyen káros zavarás azonnal megszűnjön a 25.11 Bekezdés rendelkezéseinek megfelelően. Az 1260−1270 MHz és az 5650−5670 MHz sávnak a műholdas amatőrszolgálat általi használata a Föld-űr irányra korlátozódik.
- 5.451 - Járulékos felosztás: az Egyesült Királyságban az 5470−5850 MHz sávot másodlagos jelleggel a földi mozgószolgálat számára is felosztották. Az 5725−5850 MHz sávban alkalmazni kell a 21.2, 21.3, 21.4 és a 21.5 Bekezdésben meghatározott teljesítmény-határértékeket.
- 5.453 - Járulékos felosztás: Szaúd-Arábiában, Bahreinben, Bangladesben, Brunei Darussalamban, Kamerunban, Kínában, a Kongói Köztársaságban, a Koreai Köztársaságban, Elefántcsontparton, Dzsibutiban, Egyiptomban, az Egyesült Arab Emírségekben, Eswatiniban, Gabonban, Guineában, Egyenlítői-Guineában, Indiában, Indonéziában, az Iráni Iszlám Köztársaságban, Irakban, Japánban, Jordániában, Kenyában, Kuvaitban, Libanonban, Líbiában, Madagaszkáron, Malajziában, Nigerben, Nigériában, Ománban, Ugandában, Pakisztánban, a Fülöp-szigeteken, Katarban, a Szíriai Arab Köztársaságban, a Koreai Népi Demokratikus Köztársaságban, Szingapúrban, Srí Lankán, Tanzániában, Csádban, Thaiföldön, Togóban, Vietnamban és Jemenben az 5650−5850 MHz frekvenciasávot elsődleges jelleggel az állandóhelyű és a mozgószolgálat számára is felosztották. Ebben az esetben a 229. (Rev.WRC‑19) Határozat rendelkezései nem alkalmazhatóak. Továbbá Afganisztánban, Angolában, Beninben, Bhutánban, Botswanában, Burkina Fasóban, Burundiban, Fidzsin, Ghánában, Kiribatin, Lesothóban, Malawiban, a Maldív-szigeteken, Mauritiuson, Mikronéziában, Mongóliában, Mozambikban, Mianmarban, Namíbiában, Naurun, Új-Zélandon, Pápua Új-Guineában, a Kongói Demokratikus Köztársaságban, Ruandában, a Salamon-szigeteken, Dél-Szudánban, a Dél-afrikai Köztársaságban, Tongán, Vanuatun, Zambiában és Zimbabwéban az 5725-5850 MHz frekvenciasávot elsődleges jelleggel felosztották az állandóhelyű szolgálat számára, és az állandóhelyű szolgálatban üzemelő állomások nem okozhatnak káros zavarást az ebben a frekvenciasávban üzemelő más elsődleges szolgálatoknak, és azokkal szemben védelemre sem tarthatnak igényt. (WRC‑19)
- 5.454 - Eltérő szolgálati kategória: Azerbajdzsánban, az Oroszországi Föderációban, Grúziában, Kirgizisztánban, Tádzsikisztánban és Türkmenisztánban az 5670−5725 MHz sávban az űrkutatási szolgálat számára a felosztás elsődleges jellegű (lásd az 5.33 Bekezdést). (WRC‑12)
- 5.455 - Járulékos felosztás: Örményországban, Azerbajdzsánban, Fehéroroszországban, Kubában, az Oroszországi Föderációban, Grúziában, Magyarországon, Kazahsztánban, Moldovában, Üzbegisztánban, Kirgizisztánban, Romániában, Tádzsikisztánban, Türkmenisztánban és Ukrajnában az 5670−5850 MHz frekvenciasávot elsődleges jelleggel az állandóhelyű szolgálat számára is felosztották. (WRC‑19)

## A sávblokk Magyarországon érvényessávterve[4]
| 5650–5725 MHz                         | 5650–5725 MHz | 5650–5725 MHz | 5650–5725 MHz                                       | 5650–5725 MHz                                     | 5650–5725 MHz | 5650–5725 MHz                               | 5650–5725 MHz |
| A                                     | B             | C             | D                                                   | E                                                 | F | G                                           | H |
| ------------------------------------- | ------------- | ------------- | --------------------------------------------------- | ------------------------------------------------- | --- | ------------------------------------------- | --- |
| ÁLLANDÓHELYŰ                          | 5.455         | N             | 1                                                   | K                                                 | Pont-pont rendszerek                                                                                                |                                             | |
| MOZGÓ, a légi mozgó kivételével       | 5.446A 5.450A | P             | 3                                                   | K                                                 | WAS/RLAN rendszerek                                                                                                 | (EU) 2022/179 ECC/DEC/(04)08 MSZ EN 301 893 | 3. melléklet 4.11. pont A sávban elektronikus hírközlési szolgáltatás is nyújtható. Egyedi engedélyezési kötelezettség alól mentesítve. |
| RÁDIÓLOKÁCIÓ                          | NJE           | N             | 1                                                   | K                                                 | Rádiólokációs rendszerek                                                                                            |                                             | |
| RÁDIÓLOKÁCIÓ                          | NJE           | N             | 1                                                   | K                                                 | Meteorológiai radarok                                                                                               |                                             | |
| RÁDIÓLOKÁCIÓ                          | NJE           | N             | 1                                                   | K                                                 | Katonai rádiólokációs rendszerek                                                                                    |                                             | |
| Amatőr                                |               | P             | 2                                                   | K                                                 | Amatőrrádiózás | ECC/REC/(02)01 MSZ EN 301 783               | 3. melléklet 7. pont |
| Űrkutatás (távoli űr)                 |               | P             | 2                                                   | T                                                 | Űrkutatás rendszerei                                                                                                |                                             | |
|                                       | 5.282         | P             | 2                                                   | K                                                 | Műholdas amatőrrádiózás (Föld–űr irány) az 5650–5670 MHz sávban                                                     | ECC/REC/(02)01 MSZ EN 301 783               | 3. melléklet 7. pont |
|                                       | PN            |               |                                                     | SRD                                               | | 3. melléklet 9.1. pont                      | |
| 3                                     | PN            | K             | Rádiómeghatározó alkalmazások                       | 3. melléklet 9.7.1. pont 3. melléklet 9.7.2. pont | |                                             | |
| 5725–5850 MHz                         |               |               |                                                     |                                                   | |                                             | |
| ÁLLANDÓHELYŰ                          | 5.150 5.455   | N             | 1                                                   | K                                                 | Pont-pont rendszerek                                                                                                |                                             | |
| MŰHOLDAS ÁLLANDÓHELYŰ (Föld–űr irány) | 5.150         | P             | 1                                                   | K                                                 | Műholdas állandóhelyű szolgálat alkalmazásai                                                                        |                                             | A sávban elektronikus hírközlési szolgáltatás is nyújtható.                                                                             |
| MŰHOLDAS ÁLLANDÓHELYŰ (Föld–űr irány) | 5.150         | P             | 1                                                   | K                                                 | Koordinált VSAT | MSZ EN 301 443                              | 3. melléklet 6.1. pont |
| RÁDIÓLOKÁCIÓ                          | 5.150 NJE     | N             | 1                                                   | K                                                 | Rádiólokációs rendszerek                                                                                            |                                             | |
| RÁDIÓLOKÁCIÓ                          | 5.150 NJE     | N             | 1                                                   | K                                                 | Meteorológiai radarok                                                                                               |                                             | |
| RÁDIÓLOKÁCIÓ                          | 5.150 NJE     | N             | 1                                                   | K                                                 | Katonai rádiólokációs rendszerek                                                                                    |                                             | |
| Amatőr                                | 5.150         | P             | 2                                                   | K                                                 | Amatőrrádiózás | ECC/REC/(02)01 MSZ EN 301 783               | 3. melléklet 7. pont |
| Műholdas amatőr (űr–Föld irány)       | 5.150         | P             | 2                                                   | K                                                 | Műholdas amatőrrádiózás                                                                                             | ECC/REC/(02)01 MSZ EN 301 783               | 3. melléklet 7. pont |
|                                       |               | PN            | 3                                                   | K                                                 | Állandó és változó telephelyű digitális, pont-pont, pont-többpont és általános többpont struktúrájú BFWA rendszerek | ECC/REC/(06)04 MSZ EN 302 502               | 3. melléklet 2.6. pont Egyedi engedélyezési kötelezettség alól mentesítve.                                                              |
| 3                                     | K             | PN            | WiMAX                                               |                                                   | Berendezésekre a WiMAX Fórum által elismert típusigazolás szükséges.                                                |                                             | |
|                                       |               | PN            | SRD                                                 | 3. melléklet 9.1. pont                            | |                                             | |
| 3                                     | K             | PN            | Általános alkalmazások                              | 3. melléklet 9.2.1. pont                          | |                                             | |
| 3                                     | K             | PN            | Nyomon követő, felkutató és adatgyűjtő alkalmazások | 3. melléklet 9.3.2. pont                          | |                                             | |
| 3                                     | K             | PN            | TTT alkalmazások az 5795–5815 MHz sávban            | 3. melléklet 9.6.1. pont 3. melléklet 9.6.3. pont | |                                             | |
| 3                                     | K             | PN            | Rádiómeghatározó alkalmazások                       | 3. melléklet 9.7.1. pont 3. melléklet 9.7.2. pont | |                                             | |
| 5.150                                 | -             | PN            | Ü                                                   | ISM alkalmazások                                  | Sávközépi frekvencia: 5800 MHz                                                                                      |                                             | |

- Az A oszlop meghatározza az adott sávhoz rendelt egyes rádiószolgálatokat
- A B oszlop meghatározza a vonatkozó lábjegyzetet, a harmonizált katonai sávra
- A C oszlop meghatározza a polgári, a nem polgári vagy az együttes célú használatra történő felosztást. A polgári célú felosztást P, a nem polgári célút N és az együttes célút E jelöli.
- A D oszlop meghatározza az alkalmazás jellegét. Az elsődleges jelleget 1-es, a másodlagos jelleget 2-es, a harmadlagos jelleget 3-as szám jelöli.
- Az E oszlop meghatározza az alkalmazás használatbavételi lehetőségét. A kijelölt kategóriát K, a tervezett kategóriát T jelöli.
- Az F oszlop meghatározza az alkalmazás megnevezését.
- A G oszlop tartalmazza a vonatkozó nemzetközi és hazai dokumentumokra hivatkozásokat
- A H oszlop tartalmazza a frekvenciasávok használata során alkalmazandó további rádióspektrum-gazdálkodási követelményeket és jellemzőket, valamint sávhasználati feltételeket.

## Felosztása[5]
| Frekvenciatartomány (Hz) | Frekvenciatartomány (Hz) | Használható adóteljesítmény (W) | Használható adóteljesítmény (W) | Használható adóteljesítmény (W) | Használható sávszélesség (Hz) | Üzemmód/felhasználás                                                                                     | Engedélyezett adásmód | Engedélyezett adásmód | Engedélyezett adásmód |
| Kezdete                  | Vége                     | Kezdő                           | CEPT                            | HAREC                           | Használható sávszélesség (Hz) | Üzemmód/felhasználás                                                                                     | Kezdő                 | CEPT                  | HAREC |
| ------------------------ | ------------------------ | ------------------------------- | ------------------------------- | ------------------------------- | ----------------------------- | --- | --------------------- | --------------------- | --- |
| 5650000000               | 5668000000               | 0                               | 0                               | 75                              | 2700                          | Műholdas kommunikáció, felmenő (Föld–űr irány)                                                           |                       |                       | A1A, A1B, A1C, A1D, A2A, A2B, A2C, A2D, A3C, A3E, F1A, F1B, F1C, F1D, F2A, F2B, F2C, F2D, F3C, F3E, F3F, J2A, J2B, J2C, J2D, J2E, J3C, J3E, J3F, R3E  |
| 5668000000               | 5670000000               | 0                               | 0                               | 75                              | 2700                          | Műholdas amatőr (Föld–űr irány) - 5668200000 Keskenysávú aktivitásközép - Műholdas kommunikáció, felmenő |                       |                       | A1A, A1B, A1C, A1D, A2A, A2B, A2C, A2D, A3C, F1A, F1B, F1C, F1D, F2A, F2B, F2C, F2D, F3C, F3E, F3F, J2A, J2B, J2C, J2D, J2E, J3C, J3E, R3E            |
| 5670000000               | 5700000000               | 0                               | 0                               | 75                              |                               | MGM |                       |                       | A1D, A2D, F1D, F2D, J2D |
| 5700000000               | 5720000000               | 0                               | 0                               | 75                              |                               | |                       |                       | F3F, J3F |
| 5720000000               | 5760000000               | 0                               | 0                               | 75                              |                               | |                       |                       | A1A, A1B, A1C, A1D, A2A, A2B, A2C, A2D, A3C, A3E, F1A, F1B, F1C, F1D, F2A, F2B, F2C, F2D, F3C, F3E, F3F, J2A, J2B, J2C, J2D, J2E, J3C, J3E, J3F, R3E  |
| 5760000000               | 5760750000               | 0                               | 0                               | 75                              | 2700                          | Bármely keskenysávú üzemmód - 5760065000 JT65 JT9                                                        |                       |                       | A1A, A1B, A1C, A1D, A2A, A2B, A2C, A2D, A3C, F1A, F1B, F1C, F1D, F2A, F2B, F2C, F2D, F3C, F3E, F3F, J2A, J2B, J2C, J2D, J2E, J3C, J3E, R3E            |
| 5760750000               | 5760800000               | 0                               | 0                               | 75                              | 2700                          | Helyi jeladók                                                                                            |                       |                       | A1A, A1B, A1C, A1D, A2A, A2B, A2C, A2D, A3C, F1A, F1B, F1C, F1D, F2A, F2B, F2C, F2D, F3C, F3E, F3F, J2A, J2B, J2C, J2D, J2E, J3C, J3E, R3E            |
| 5760800000               | 5761000000               | 0                               | 0                               | 75                              |                               | MGM CW IBP                                                                                               |                       |                       | A1A, A1B, A1C, A1D, A2A, A2B, A2C, A2D, A3C, F1A, F1B, F1C, F1D, F2A, F2B, F2C, F2D, F3C, F3E, F3F, J2A, J2B, J2C, J2D, J2E, J3C, J3E, R3E            |
| 5761000000               | 5762000000               | 0                               | 0                               | 75                              | 2700                          | Bármely keskenysávú üzemmód                                                                              |                       |                       | A1A, A1B, A1C, A1D, A2A, A2B, A2C, A2D, A3C, F1A, F1B, F1C, F1D, F2A, F2B, F2C, F2D, F3C, F3E, F3F, J2A, J2B, J2C, J2D, J2E, J3C, J3E, R3E            |
| 5762000000               | 5830000000               | 0                               | 0                               | 75                              |                               | Bármely üzemmód                                                                                          |                       |                       | A1A, A1B, A1C, A1D, A2A*, A2B, A2C, A2D, A3C, A3E, F1A, F1B, F1C, F1D, F2A, F2B, F2C, F2D, F3C, F3E, F3F, J2A, J2B, J2C, J2D, J2E, J3C, J3E, J3F, R3E |
| 5830000000               | 5850000000               | 0                               | 0                               | 75                              |                               | - Műholdas amatőr (űr–Föld irány) - Műholdas kommunikáció, lejövő                                        |                       |                       | A1A, A1B, A1C, A1D, A2A*, A2B, A2C, A2D, A3C, A3E, F1A, F1B, F1C, F1D, F2A, F2B, F2C, F2D, F3C, F3E, F3F, J2A, J2B, J2C, J2D, J2E, J3C, J3E, J3F, R3E |

## Gyakorlati felhasználása
A hullámhossz méretéből adódóan már kis méretben is készíthetőek nagy nyereségű antennák, így lehetőség van kísérletezni műholdas kommunikációval, EME összeköttetésekkel.
Az esőfelhőkről történő visszaverődés időszakosan lehetőséget ad távolsági összeköttetések létesítésére.
Amatőr használatra széles sáv került kijelölésre, így lehetőség van szélessávú üzemmódok használatára.
A sáv használata kevéssé elterjedt, mivel csak drágább készülékekbe van beleépítve ennek a sávnak a használati lehetősége. Saját készülék építése erre a sávra nagy gyakorlatot igényel, valamint ezen a frekvencián megbízható alkatrészek beszerzése is költséges.

### Magyarországi jeladók
| Hívójel | Frekvencia [MHz] | QTH/Név      | QTH Lokátor | Mod | ASL | AGL | Antenna  | P | Telj. [W] |
| ------- | ---------------- | ------------ | ----------- | --- | --- | --- | -------- | - | --------- |
| HG3BSA  | 5760,890         | Tubes        | JN96CC      | A1A | 603 | 50  | Slot     | H | 0,50      |
| HG5BSA  | 5760,896         | János-hegy   | JN97LM42    | A1A | 490 | 40  | Slot     | H | 1,00      |
| HG1BSA  | 5760,975         | Kendig-csúcs | JN87FI      | A1A | 725 | 20  | Slot 6dB | H | 0,45      |